# Cheating the Public
Cheating the Public er en amerikansk stumfilm fra 1918 instrueret af Richard Stanton.

## Medvirkende
- Enid Markey som Mary Garvin
- Ralph Lewis som John Dowling
- Bertram Grassby som Chester Dowling
- Tom Wilson som Bull Thompson
- Edward Peil Sr.